# Asesinato de Vanessa Marcotte
Vanessa Teresa Marcotte (17 de junio de 1989 - 7 de agosto de 2016) fue una mujer estadounidense de 27 años que, mientras trotaba en un camino rural de Princeton, Massachusetts, fue asaltada y asesinada. Su caso estuvo sin resolver hasta el 15 de abril de 2017, cuando las autoridades anunciaron que Angelo Colon-Ortiz, puertorriqueño de 31 años, residente en Worcester, Massachusetts, había sido arrestado por el asesinato luego de ser vinculado por evidencias de ADN.

## Trasfondo
Vanessa Teresa Marcotte, hija de John y Rosanna Marcotte, nació en Leominster, Massachusetts, el 17 de junio de 1989. Hija única, asistió a la Escuela Bancroft en Worcester, Massachusetts, y se graduó con honores como bachiller con título en comunicaciones de la Universidad de Boston en 2011. Luego se dedicó a su carrera, trabajando en un emprendimiento de software de mercadotecnia en línea, en Boston, llamado WordStream, y también en las oficinas estadounidenses de Vistaprint. Eventualmente comenzó a trabajar como una gerente de cuentas en Google, en Nueva York, donde trabajó hasta su muerte. Mientras Marcotte tenía su vida en Nueva York, realizaba visitas a su madre y su tía, quienes vivían en Princeton, Massachusetts, un pequeño pueblo rural de menos de 4.000 residentes, en el condado de Worcester.

## Asesinato
El domingo 7 de agosto de 2016, Marcotte salió de la casa de su madre por la calle Brooks Station temprano por la tarde para ir a trotar antes de regresar a Nueva York en autobús ese día. Su familia notificó a la policía cuando varias horas pasaron y ella no regresaba. La policía inmediatamente lanzó una búsqueda de persona perdida. Fue hallada muerta al costado de la calle, en un camino que se encuentra en un área espesamente boscosa, alrededor de las 8:20 de la noche, a menos de 700 metros de la casa de su madre.
Los oficiales inmediatamente clasificaron el caso como homicidio. Su cuerpo estaba desnudo y presentaba quemaduras en la cara, manos y pies. También se creyó que fue atacada sexualmente y estrangulada. Tenía "heridas de aplastamiento" en su garganta y la nariz rota. Su ropa, teléfono móvil y auriculares no estaban en el lugar, y una zapatilla quemada fue encontrada cerca del cuerpo. Su vestimenta no fue recuperada, y se creyó que el asesino pudo haberla tomado al huir. Se halló ADN en la escena.
De acuerdo a testigos locales, Marcotte se detuvo en un mercado en la calle Hubbardston por una bebida, y fue vista viva por última vez caminando mientras hablaba por el teléfono móvil, pasadas las 1:00 de la tarde. Otro testigo reportó haber visto un vehículo dar la vuelta y seguir a Marcotte por la calle en la que caminaba. De acuerdo a las autoridades, Marcotte opuso una "gran resistencia" en contra de su ataque, que se cree que ocurrió entre las 1:00 y las 3:00 de la tarde.

## Investigación y especulación mediática
El homicidio atrajo mucha atención de los medios nacionales, y fue comparado con el asesinato de Karina Vetrano, de Queens, que fue asesinada bajo circunstancias similares una semana antes. Sin embargo, las autoridades nunca declararon oficialmente que los casos estuvieran relacionados. Un sospechoso vinculado a través de la evidencia de ADN fue arrestado y acusado en el caso Vetrano en febrero de 2017.
Varios perfiladores del FBI opinaron sobre el homicidio de Marcotte, indicando que creían que esta había sido atacada al azar por un extraño, y que el asesino probablemente vivía o frecuentaba el área que rodeaba Princeton.
Poco tiempo luego del asesinato de Marcotte, los investigadores abrieron una línea telefónica para que el público pudiera aportar información, recibiendo 1.300 llamadas. Se dedujo que el atacante de Marcotte era un hombre que probablemente acabó con marcas, cortes y moretones en su cara y brazos. No se creía que Marcotte conociera a su asesino, más bien se sospechaba que había sido un ataque al azar. En noviembre de 2016, las autoridades dijeron que buscaban información acerca de una camioneta de color oscuro que había sido aparcada en el camino en la hora y el área en la que Marcotte fue asesinada.
El 21 de diciembre de 2016, en Princeton, la familia Marcotte lanzó su primera declaración oficial, agradeciendo a la comunidad por su apoyo y anunciando que habían puesto en marcha un sitio web, vanessamarcotte.org, en memoria de ella, y que también habían establecido la Fundación Vanessa T. Marcotte.
El 23 de febrero de 2017, más de seis meses luego del homicidio, el Fiscal del Distrito de Worcester, Joseph D. Early Jr. reveló más detalles de la investigación, diciendo que el ADN del asesino de Marcotte había sido enviado a un laboratorio y un perfil se había creado. No se dijo cómo se había obtenido ese ADN. Basados en esta evidencia y en declaraciones de testigos, se dijo que el sospechoso era un hombre hispano o latino, de 20 a 30 años de edad, con un cuerpo atlético, altura promedio y cabello corto o afeitado. También se creyó que el sospechoso poseía o tenía acceso a una camioneta oscura el día del asesinato y habría tenido heridas visibles en su torso superior los días posteriores al ataque.

## Sospechoso
El 15 de abril de 2017, en un informe de prensa de Princeton se anunció que el supuesto asesino de Marcotte había sido aprendido. Angelo Colon-Ortiz, de 31 años, fue arrestado el 14 de abril y fue procesado en la corte del distrito de Leominster el 18 de abril bajo una fianza de $10 millones. Enfrenta cargos de asalto agravado y asalto con intento de violación, como también el cargo de homicidio, por el que fue acusado por un gran jurado el 23 de junio de 2017, en la corte suprema de Worcester. El 26 de julio, se declaró así mismo inocente y un juez ordenó que sea retenido sin fianza. De acuerdo a las autoridades, un policía estatal de Massachusetts patrullando en Worcester vio a Colon-Ortiz, quién coincidía con la descripción del sospechoso, conduciendo un vehículo idéntico al que se había visto el día del crimen de Marcotte. El policía anotó la licencia en su mano y prosiguió a visitar a Colon-Ortiz en su residencia con otro oficial al día siguiente. Colon-Ortiz cedió voluntariamente una muestra de ADN, que arrojó una coincidencia con el ADN hallado en las manos de Marcotte.
Colon-Ortiz, un puertorriqueño que no tenía historial criminal, casado y con tres hijos, había vivido en Worcester por menos de un año. Había trabajado para una contratista de FedEx realizando entregas por lo que le eran familiares el pueblo de Princeton y sus alrededores. De acuerdo a sus vecinos de Worcester, Colon-Ortiz era un "pervertido" y usualmente hacía comentarios vulgares y sexuales a la gente del vecindario. Una exempleada de la oficina postal de Princeton también dijo que Colon-Ortiz hacía comentarios grotescos en español sobre ella y sus compañeras a sus colegas.
Las autoridades revelaron que el día del crimen, un residente recordó haber visto a Colon-Ortiz fuera de su camioneta hablando por su teléfono móvil, con el capó levantado, cerca de las 12:45 de la mañana. Registros de las antenas de telefonía móvil probaron que efectivamente se encontraba en el área en ese momento. Se cree que Marcotte dejó su hogar alrededor de las 1:15. Los residentes pasaron por el lugar nuevamente cerca de las 2:05 y la camioneta aún seguía aparcada allí, pero con el capó cerrado y sin señal de Colon-Ortiz. Los datos del móvil de Marcotte mostraron que este había sido apagado o deshabilitado a las 2:11 de la tarde, que era más o menos la hora de la muerte de la joven. Colon-Ortiz, quien usualmente trabajaba en el turno de mañana, no estaba trabajando el día del homicidio. Se desconoce por qué razón estaba en el área ese día.